# アジアにおける宇宙開発
アジアにおける宇宙開発（アジアにおけるうちゅうかいはつ）では、アジア地域で行われている宇宙開発について説明する。アジア諸国による宇宙飛行が成功するのはソビエト連邦やアメリカ合衆国をはじめとした欧米諸国よりも遅い1970年代からであった（各国初の人工衛星の年表を参照）。

## 概要
2022年現在で、アジアにおける主要な宇宙開発推進国は中国・日本・インドの3か国である。
たとえば2007年9月14日には日本の月探査機かぐやが、同年10月24日には中国の月探査機嫦娥1号、翌年10月22日にはインドの月探査機チャンドラヤーン1号が打ち上げられている。
また、2009年2月2日にはイランのオミード、2012年12月12日には北朝鮮の光明星3号2号機、2013年1月30日には韓国のSTSAT-2Cがそれぞれ打上げに成功している。
2010年代に入ってからは経済発展に伴い中国の存在感が強くなり、独自の宇宙ステーションの建設や火星探査を行っているほか、ロケットの打ち上げ数でアメリカを超えるなど、アメリカと並ぶ宇宙大国として台頭した。
日本、インド、韓国等もはやぶさ2やヌリ号ロケットに代表される積極的な宇宙開発を行っており、民間企業による宇宙開発も活発化している。

## 詳細
日本では世界的な宇宙探査の気運の高まりを受け2009年に宇宙基本法が制定された。これは従来国土交通省や文部科学省など複数の省庁により実行されていた日本の宇宙開発を新たに設置する内閣府宇宙局（仮称）に一元化し、国家戦略として宇宙開発を実行することを目指すものとなっていた。宇宙局の設置は実現しなかったが、2012年に設置された内閣府宇宙戦略室と内閣府宇宙政策委員会がその機能を担う形になっている。
インドは1980年に初めて自力で人工衛星を軌道に載せた。インド宇宙研究機関の月探査機チャンドラヤーン2号は2019年7月に打ち上げられて月周回軌道に入ったが、着陸船の軟着陸には失敗した。これに続く月探査機は「チャンドラヤーン2号」の再チャレンジとして「チャンドラヤーン3号」の名称で、2020年時点では2021年頃の打ち上げになると報じられている。またインド独自の有人宇宙飛行は2015年の時点では関係者から2021年になると発言があったが、その後スケジュールは遅延し、2024年11月時点では2026年の予定とされている。
韓国は2000年から羅老宇宙センターを建設している。ロシアの企業と共同開発した衛星打ち上げロケット羅老は、2009年8月のSTSAT-2A、2010年6月のSTSAT-2Bの2度の打ち上げ失敗ののち、2013年1月30日にSTSAT-2Cを衛星軌道に投入することに成功した。
中国の有人宇宙飛行は特に注目を集めたアジアの業績だった。その先進的な技術は、多くの関連技術の経験を積み重ねた結果である。中国の宇宙における業績は実用的であり、また2007年の衛星破壊実験のように、しばしば軍事に関連する技術である。初期の中国の衛星である返回式衛星シリーズは多くの大気圏再突入試験を行った。日本をはじめとする他の諸国では、核兵器に関連した技術なので大気圏再突入は避けられていた。再突入経験の少なさは今でも有人宇宙飛行への障害となっている。1990年代、中国はまた商業打ち上げでも成功した。それは多くの打ち上げ経験と、1990年代後半以降の高い成功率をもたらした。これらの業績が2003年の有人宇宙飛行に繋がった。中国は、21世紀初頭では惑星探査をはじめとする科学的な業績も視野に入れている。日本とヨーロッパがハレー艦隊で月軌道以遠の探査を開始した1980年代、中国は不況下にあり、当時は惑星探査は見送られた。2011年11月、成功すればアジア初となる火星周回機蛍火1号が（当初予定から2年の順延ののちに）ロシアのロケットを使って打ち上げられたが、軌道投入できずに失敗した。
日本は多くの宇宙の業績を特に科学の分野で得てきた。そこにはいくつかの複雑な事情があった。日本初の衛星軌道打ち上げは大学の研究機関によって、国の宇宙機関よりも先に達成された。そのため初期の日本の衛星は多くが科学探査用であり、多くの科学的な業績を生んだ。一方で国の宇宙機関は早急にその大学に追い付く必要があった。そのため静止軌道打ち上げや気象/通信衛星といったアメリカの技術が早くから導入されたのである。その後、円高とスーパー301条によって日本のロケットの商業的競争力は不利なものになった。日本は打ち上げの機会を失い、経験の無さは1990年代後半以降の成功率の悪化を招いた。そのため政府の衛星を除いて日本国内での打ち上げは技術試験衛星と科学衛星に限られており、それらは世界的な業績を狙わざるをえない。
インドは商業打ち上げで成功しつつあり、宇宙技術で急成長している。1回の打ち上げでは最多数となる10機の同時打ち上げが2008年に達成され、同年にはアジアで初めての月面衝突機として設計された探査機を打ち上げた。また、2014年9月には、（日本と中国が失敗した）火星周回軌道への探査機投入にアジアで初めて成功した。2014年に弾道飛行に成功（軌道飛行は2016年の予定）したGSLV-IIIは低コストな大型打ち上げロケットなので商業的な競争力が期待されている。インドはそのロケットでアジア2番目の有人宇宙飛行を目指している。

### アジア初の国の年表
| 有人ミッション | 惑星ミッション | 他のミッション |

| 日付           | 国                       | 名前                                           | アジア初                                      | 世界記録                                        |
| -------------- | ------------------------ | ---------------------------------------------- | --------------------------------------------- | ----------------------------------------------- |
| 1970年2月11日  | 日本                     | おおすみ                                       | 人工衛星                                      | 初の無誘導且つ最小の衛星打ち上げロケット (L-4S) |
| 1975年2月24日  | 日本                     | たいよう                                       | 太陽探査機                                    |                                                 |
| 1975年10月26日 | 中国                     | FSW-0                                          | 衛星回収                                      |                                                 |
| 1976年7月8日   | インドネシア             | パラパA1                                       | 静止衛星（NASA打ち上げ）                      |                                                 |
| 1977年2月23日  | 日本                     | N-I                                            | 静止軌道打ち上げ                              |                                                 |
| 1979年2月21日  | 日本                     | はくちょう                                     | 宇宙望遠鏡                                    |                                                 |
| 1980年7月23日  | ベトナム                 | ファム・トゥアン                               | 宇宙へ行ったアジア人（ソユーズ37号）          |                                                 |
| 1981年9月20日  | 中国                     | 風暴1号                                        | 衛星同時打ち上げ                              |                                                 |
| 1985年1月8日   | 日本                     | さきがけ                                       | 地球軌道脱出                                  | 固体ロケット初の惑星間打ち上げ (M-3SII)         |
| 1985年6月17日  | サウジアラビア           | スルターン・ビン・サルマーン・アール＝サウード | スペースシャトルに搭乗したアジア人 (STS-51-G) |                                                 |
| 1990年3月19日  | 日本                     | はごろも                                       | 月周回軌道到達（推定）                        |                                                 |
| 1990年4月7日   | 中国                     | CZ-3                                           | 商用打ち上げ（アジアサット1号）               |                                                 |
| 1991年3月19日  | 日本                     | ひてん                                         |                                               | 世界初のエアロブレーキング試験                  |
| 1993年4月10日  | 日本                     | ひてん                                         | 月面制御落下                                  |                                                 |
| 1994年7月8日   | 日本                     | 向井千秋                                       | 宇宙へ行ったアジア女性 (STS-65)               |                                                 |
| 1997年11月19日 | 日本                     | 土井隆雄                                       | 船外活動 を行ったアジア人 (STS-87)            |                                                 |
| 1997年11月28日 | 日本                     | おりひめ・ひこぼし                             | ランデブー・ドッキング                        |                                                 |
| 1998年7月3日   | 日本                     | のぞみ                                         | 火星探査機                                    |                                                 |
| 2000年10月30日 | 中国                     | 北斗                                           | 衛星測位システム                              |                                                 |
| 2002年9月10日  | 日本                     | こだま                                         | データ中継衛星                                |                                                 |
| 2003年5月9日   | 日本                     | はやぶさ                                       | イオンエンジンによる惑星間航行                |                                                 |
| 2003年10月15日 | 中国                     | 楊利偉                                         | 自国技術で宇宙へ行ったアジア人                |                                                 |
| 2003年10月15日 | 中国                     | 神舟5号                                        | 有人宇宙船                                    |                                                 |
| 2005年11月19日 | 日本                     | はやぶさ                                       | 地球外天体軟着陸                              | 初の小惑星からの離陸                            |
| 2007年1月11日  | 中国                     | 風雲1号C                                       | 衛星攻撃兵器実験                              | 史上最高高度 865 km, また最高速度 29 km/h       |
| 2008年2月23日  | 日本                     | きずな                                         | インターネット衛星                            | 最速のインターネット衛星                        |
| 2008年3月11日  | 日本                     | きぼう                                         | 有人宇宙施設（ISSの一部として）               | 世界最大の与圧室                                |
| 2008年9月27日  | 中国                     | 翟志剛                                         | 国産宇宙船からの船外活動                      |                                                 |
| 2008年9月27日  | 中国                     | 伴星                                           | 有人宇宙船からの衛星の投入                    |                                                 |
| 2008年11月14日 | インド                   | MIP                                            | 月インパクター                                |                                                 |
| 2009年1月23日  | 日本                     | いぶき                                         |                                               | 初の温室効果ガス探査機                          |
| 2009年9月11日  | 日本                     | HTV技術実証機                                  | 無人宇宙補給機                                |                                                 |
| 2009年9月24日  | インド                   | チャンドラヤーン1号                            | 月における水の発見                            |                                                 |
| 2010年5月21日  | 日本                     | あかつき                                       | 金星探査機                                    |                                                 |
| 2010年5月21日  | 日本                     | IKAROS                                         |                                               | ソーラー電力セイル                              |
| 2010年5月21日  | 日本                     | しんえん                                       |                                               | 民間による宇宙探査機                            |
| 2010年6月13日  | 日本                     | はやぶさ                                       | 月軌道以遠からの大気圏再突入・回収            | 月以外の天体との往復                            |
| 2011年9月29日  | 中国                     | 天宮1号                                        | 国産宇宙ステーション                          |                                                 |
| 2013年12月14日 | 中国                     | 嫦娥3号                                        | 月への軟着陸                                  |                                                 |
| 2014年9月24日  | インド                   | マーズ・オービター・ミッション                 | 火星への到達と周回軌道投入                    |                                                 |
| 2015年12月7日  | 日本                     | あかつき                                       | 金星への到達と周回軌道投入                    |                                                 |
| 2016年11月3日  | 中国                     | 長征5号                                        | HLV                                           |                                                 |
| 2018年5月21日  | 中国                     | 鵲橋                                           |                                               | 世界初の地球-月L2点から月への中継衛星           |
| 2019年1月3日   | 中国                     | 嫦娥4号                                        |                                               | 世界初の月の裏側への軟着陸                      |
| 2019年7月25日  | 中国 （星際栄耀）        | 双曲線1号                                      | 民間宇宙飛行会社でLEO打ち上げ成功             |                                                 |
| 2020年5月5日   | 中国                     | 長征5号B・中国次世代有人宇宙船                 | 再使用型有人宇宙船                            |                                                 |
| 2020年9月4日   | 中国                     | 再使用可能実験宇宙機                           | スペースプレーン                              |                                                 |
| 2020年12月17日 | 中国                     | 嫦娥5号                                        | 月からのサンプルリターン                      |                                                 |
| 2021年5月14日  | 中国                     | 天問1号・祝融                                  | 火星軟着陸と探査車                            |                                                 |
| 2023年7月12日  | 中国（ランドスペース社） | 朱雀2号                                        |                                               | 世界初の液体酸素メタンロケット打ち上げ成功      |
| 2023年8月23日  | インド                   | チャンドラヤーン3号                            |                                               | 世界初の月の南極への軟着陸                      |
| 2024年6月25日  | 中国                     | 嫦娥6号                                        |                                               | 世界初の月の裏側からのサンプルリターン          |

その他の業績
- 衛星同時打ち上げ数 -  中国（長征8号, 22機）
- アジア初のISS協力 -  日本
- 最大宇宙探査予算 -  中国
- 打ち上げ成功した民間航空宇宙企業数 -  中国 (6)
- 射場数 -  中国 (5)
- 宇宙飛行士数 -  中国 (20)
- 単独宇宙ステーション数 -  中国 (3)

| 初成功日      | LEO                             | GTO / GEO                                                            | 備考                                        |
| ------------- | ------------------------------- | -------------------------------------------------------------------- | ------------------------------------------- |
| 1970年2月11日 | L-4S (26 kg)                    |                                                                      | 初打ち上げは1966年（4回失敗）               |
| 1970年4月24日 | CZ-1 (0.3 t)                    | 初打ち上げは1969年に失敗                                             |                                             |
| 1975年7月26日 | 風暴1号 (2.5 t)                 | 弾道飛行は1972年に行われた。 CZ-2A (LEO 2t) が1974年に失敗している。 |                                             |
| 1975年9月9日  | 風暴1号 (2.5 t)                 | N-I (GEO 0.13 t)                                                     | LEO 1.2t 最初のGTO打ち上げは1977年2月23日。 |
| 1981年2月11日 | 風暴1号 (2.5 t)                 | N-II (GTO 0.54 t)                                                    | LEO 2 t 最初のGTO打ち上げは8月10日。        |
| 1984年4月8日  | CZ-3 (LEO 5 t / GTO 1.5 t)      | CZ-3 (LEO 5 t / GTO 1.5 t)                                           | 実質GTO用途。 初打ち上げは1月29日に失敗。   |
| 1990年7月16日 | CZ-2E (LEO 9.2 t / GTO 3.5 t)   | CZ-2E (LEO 9.2 t / GTO 3.5 t)                                        |                                             |
| 1994年2月4日  | H-II (LEO 10 t / GTO 3.9 t)     | H-II (LEO 10 t / GTO 3.9 t)                                          |                                             |
| 1997年8月20日 | CZ-3B (LEO 12 t / GTO 5.5 t)    | CZ-3B (LEO 12 t / GTO 5.5 t)                                         | 実質GTO用途 初打ち上げは1996年に失敗        |
| 2006年12月8日 | H-IIA204 (LEO 15 t / GTO 5.8 t) | H-IIA204 (LEO 15 t / GTO 5.8 t)                                      |                                             |
| 2009年9月11日 | H-IIB (LEO 19 t / GTO 8 t)      | H-IIB (LEO 19 t / GTO 8 t)                                           |                                             |
| 2016年11月3日 | CZ-5 (LEO 25 t / GTO 14 t)      | CZ-5 (LEO 25 t / GTO 14 t)                                           |                                             |

### 基本技術の比較
各国で初となる業績の試み（もしくは予定）を、特に断りの無い限り時系列順に記す。
有人宇宙船計画
- 中国 - 2003年 - 神舟5号（最初の試み - 曙光1号は1973年から）
- インド - 2026年[10] - ガガンヤーン
- 日本 - ? - JAXA有人宇宙船計画
- イラン - ? - イラン宇宙庁有人宇宙船

スペースシャトル型宇宙船計画
- 中国 - 2020年 - 再使用可能実験宇宙機
- 中国 - 2020年 - 神龍（英語版）（921-3計画（英語版））
- インド - ? - AVATAR
- 日本 - ? - HOPE-X, ASSTS[要検証 – ノート]

月周回機
- 日本 - 1990年 - ひてん/はごろも
- 中国 - 2007年 - 嫦娥1号
- インド - 2008年 - チャンドラヤーン1号

月への制御落下
- 日本 - 1993年 - ひてん（観測終了時の制御落下）
- インド - 2008年 - MIP（月面衝突機）
- 中国 - 2009年 - 嫦娥1号（観測終了時の制御落下）

月に軟着陸
- 中国 - 2013年 - 嫦娥3号
- インド - 2023年 - チャンドラヤーン3号
- 日本 - 2024年 - SLIM

衛星同時打ち上げ（数順）
- 中華人民共和国 - 22機 (長征8号, 2022年）
- インド - 10機（PSLV-CA C9, 2008年）- 2008年時点での世界記録[19]
- 日本 - 8機（H-IIA F15, 2009年）[20]

各国最大の打ち上げロケット（運用中、能力順）
- 中国 - 長征5号 - LEO 25t / GTO 14t（2016年 - 運用中）
- 日本 - H-IIB - LEO 19t / GTO 8.0t（2009年 - 運用中）
- インド - LVM3 - LEO 8t / GTO 4.0t（2001年 - 運用中）
- 韓国 - ヌリ号 - LEO 2.6t（2021年 - 運用中）
- イスラエル - シャヴィット - LEO 0.4t（1988年 - 運用中）
- イラン - サフィール - ?（2008年 - 運用中）
- 北朝鮮 - 千里馬1型 - ?（2023年 - 運用中）

連続衛星打ち上げ成功
- 中国 - 長征 - 13年間で75回（1996年 - 2009年）
- 日本 - H-IIA/B、M-V、イプシロン - 11年間で36回（2005年 - 2016年）
- インド - ASLV, PSLV, GSLV - 12年間で12回（1994年 - 2005年）
  - PSLV単独 - 17年間で33回（1999年 - 2016年9月現在継続中）
- イスラエル - シャヴィット - 8年間で3回（1988年 - 1995年）

| 国     | 衛星同時打上げ          | 他国衛星の打上げ                | 静止軌道打上げ          | 大気圏再突入      | 軌道上ドッキング                     | 衛星測位システム | データ中継衛星     | 火星探査機                                                      | 太陽探査機           | 宇宙望遠鏡            |
| ------ | ----------------------- | ------------------------------- | ----------------------- | ----------------- | ------------------------------------ | ---------------- | ------------------ | --------------------------------------------------------------- | -------------------- | --------------------- |
| 中国   | 1981年 （風暴1号） 3機  | 1990年 CZ-2E 科学衛星           | 1984年 東方紅2号 (CZ-3) | 1975年 FSW-0      | 2011年 天宮1号                       | 2000年 北斗      | 2008年 天鏈1号     | 2020年 天問1号 （orbiter/lander） 最初の試みは2011年（蛍火1号） | 2021年義和           | 2015年 悟空           |
| インド | 1999年 (PSLV-CA C2) 3機 | 1999年 PSLV KITSAT-3 DLR-Tubsat | 2001年 GSAT (GSLV)      | 2007年 SRE-1      | 予定                                 | 2013年 IRNSS-1   | 2002年 カルパナ1号 | 2013年 マンガルヤーン (orbiter)                                 | 2023年 アディチャL-1 | 2015年 アストロサット |
| 日本   | 1986年 (H-I H15F) 3機   | 2002年 H-IIA フェドサット       | 1977年 きく2号 (N-I)    | 1994年 りゅうせい | 1997年 きく7号（おりひめ・ひこぼし） | 2010年 みちびき  | 2002年 こだま      | 1998年 のぞみ （軌道投入に失敗）                                | 1975年 たいよう      | 1979年 はくちょう     |

? : 日付が確定しておらず、推測に過ぎない

（開発中または上記状態の計画のみ一覧に示す）

## 太陽系探査
太陽系探査は有人宇宙飛行と同様に一般の注目を集める宇宙技術である。アジア初の惑星間探査機さきがけが1985年に打ち上げられて以降、日本はアジアの太陽系探査を長い間先導してきた。しかし21世紀に入ってから、他の国が日本に追い付こうとしている。

### 月探査競争

#### 月の探査
月探査機かぐやは任務を無事終え、2009年6月11日に月に制御落下させられた。
月探査機嫦娥1号は任務を終え、2009年3月1日に月面に制御落下させられた。2010年10月1日には嫦娥2号が打ち上げられた。
月探査機チャンドラヤーン1号は2009年8月29日に通信が途絶し運用終了となった。

#### 月面着陸
確認できるアジア最初の月面着陸は1993年のひてんの追加ミッションだった。それは観測の最後の制御落下（硬着陸）であり、衝突まで何枚かの月面写真が撮られた。しかしひてんは月着陸するように計画されたものではなく、月探査の科学機器もほとんど搭載していなかった。観測終了後の衝突破壊を除けば、日本の次の月着陸計画は1992年に開始されたLUNAR-Aだった。LUNAR-A周回機の中止決定後、その着陸機（ペネトレーター）がロシアの「ルナグローブ」探査機 (Luna-Glob) に搭載される可能性 もあったが、ペネトレータの試験結果が2010年10月に確認されて開発が終了した時点ではスケジュール的に搭載は間に合わなくなっていた。ペネトレーターは「どちらかといえば」硬着陸機である が、軟着陸機と同様に月面着陸時に破壊されない。
月面着陸に特化された最初のアジア製探査機は、2008年にチャンドラヤーン1号から放出されたインドの月衝突機 (MIP) である。ガリレオのエントリープローブと同様、MIPは着陸で破壊される硬着陸機に過ぎないが、その搭載機器は衝突まで25分間にわたり月面観測を行った。またその降下試験は2019年に打ち上げられたチャンドラヤーン2号（軟着陸は失敗）のような将来の軟着陸に応用される。
中国の嫦娥1号もまた2009年に観測終了後の制御落下を達成し、月面に到達した6番目の国となった。硬着陸の目的の1つはMIPと同様に将来の軟着陸の事前テストである。中国は2013年12月14日、嫦娥3号で月軟着陸に成功し、アジアで初、世界では3番目に軟着陸を果たした国となった。搭載された自走式の月面車「玉兎号」も稼働させた が、これも世界で3か国目の事例である。さらに2020年には嫦娥5号で世界3か国目のサンプルリターンを成功させている。
日本のSLIMは、2024年1月20日に月面着陸に成功したと発表された。

### 主な惑星の探査
探査機を使った日本の主な科学的成果はさきがけ・すいせいによる彗星や、はやぶさによる小惑星といった小天体に限られる。日本で初めての惑星探査は1998年に打ち上げられた火星探査機のぞみによるものだが、火星に到達する前に通信が途絶してしまった。2010年には金星探査機あかつきを打ち上げ、2010年12月に金星上空に到達したものの周回軌道への投入には失敗。その後金星に近い公転軌道を5年飛行したのち、2015年12月におこなわれた再度の周回軌道投入に成功して、日本はアジア初、世界でも4番目の「金星周回機」所持国・機関となった。2018年に欧州宇宙機関と共同で水星探査機ベピ・コロンボを打ち上げ、成功（到達予定は2025年）すればアジア初、世界でも2/3番目の「水星周回機」所持国・機関となる。のぞみに次ぐ火星探査計画MELOSも検討中である。また、日本はイオンエンジンを搭載したはやぶさや、あかつきと同時に打ち上げた小型ソーラー電力セイル実証機IKAROSによって、化学燃料ロケットによるものとはまったく異なる惑星間航行技術を習得しつつあり、はやぶさは世界初の月以遠の天体との往復航行、IKAROSは世界初のソーラーセイルによる惑星間航行を達成している。将来的にはソーラー電力セイルとイオンエンジンの両方を利用した木星・トロヤ群探査も構想されている。
インドが2013年11月に打ち上げた火星周回機マーズ・オービター・ミッション（通称マンガルヤーン）は、2014年9月24日に火星周回軌道に乗り、アジアで初めて探査機を火星に到達させることに成功した。インドはアジア初で世界でも4番目の「火星周回機」所持国・機関となった。
ある中国の科学者は2009年当時、中国独自の惑星探査機を打ち上げるには今から20年かかると予想していた。中国の蛍火1号はロシアのフォボス・グルントに搭載される形で火星周回軌道への投入が計画され、2011年11月（当初の予定は2009年10月）に打ち上げられたが、前記の通り失敗した。それから約9年後に打ち上げられた天問1号は、2021年5月に周回軌道船と着陸機、それに探査車を稼働させ、中国はアジアで初めて火星軟着陸に成功した。中国科学院では2050年に中国の有人火星探査を計画している。
一方、フォボス・グルントと一緒に打ち上げられる蛍火1号と同様に、あかつきやIKAROSとともに民間宇宙機しんえんが金星へ向かう軌道に投入された。世界初の民間惑星間航行がアジアで実現されるかもしれなかったが、2010年5月22日にシグナルを受信して以来、しんえんの追跡には成功していない。なお、IKAROSは光圧による航行技術の試験、しんえんは宇宙環境におけるコンピュータの耐久試験が主目的であり、金星をフライバイするが観測機器はあまり搭載していない。

## アジア各国の有人宇宙飛行計画
1980年7月23日にベトナムのファム・トゥアンがソユーズ37号でアジア人として初めて宇宙飛行した。1981年3月22日年にジェクテルデミット・グラグチャが1985年にはサウジアラビアのスルタン・ビン・アブドゥルアズィーズ・アル・サウードがスペースシャトルSTS-51-Gで宇宙飛行した。1990年12月2日には日本の秋山豊寛がソユーズTM-11で宇宙飛行した。1992年9月20日に日本の毛利衛がスペースシャトルSTS-47で宇宙飛行した。
近年、アジア各国では独自の有人宇宙飛行計画が策定されており、2003年10月15日に中国では神舟5号で楊利偉が宇宙飛行した。(中国有人宇宙飛行計画)
インドでも独自の有人宇宙飛行計画を進めている(インドの有人宇宙飛行計画)。
イランでも独自の有人宇宙飛行計画が2010年代までは報じられていた。

## アジアの宇宙機関
- 宇宙研究リモートセンシング機構 - Space Research and Remote Sensing Organization (SPARRSO)
- 中国国家航天局 - China National Space Administration (CNSA)
- インド宇宙研究機関 - Indian Space Research Organisation (ISRO)
- インドネシア国立航空宇宙研究所 - National Institute of Aeronautics and Space (LAPAN)
- イラン宇宙庁 - Iranian Space Agency (ISA)
- イスラエル宇宙局 - Israeli Space Agency (ISA)
- 宇宙航空研究開発機構 - Japan Aerospace Exploration Agency (JAXA)
- マレーシア国立宇宙局 - Malaysian National Space Agency (MNSA)
- 朝鮮宇宙空間技術委員会 - Korean Committee of Space Technology (KCST)
- パキスタン宇宙上層大気研究委員会 - Pakistan Space and Upper Atmosphere Research Commission (SUPARCO)
- 韓国航空宇宙研究院 - Korea Aerospace Research Institute (KARI)
- 中華民国国家宇宙センター（国家太空中心） - National Space Organization (NSPO)
- タイ地理情報・宇宙技術開発機関 - Geo-Informatics and Space Technology Development Agency (GISTDA)